# Мартель, Жиффар
Сэр Жиффар ле Квесн Мартель (англ. Giffard LeQuesne Martel, 10 октября 1889 — 3 сентября 1958) — английский генерал.

## Биография
Сын артиллерийского офицера Чарльза Филипа Мартеля (Charles Philip Martel, 1861—1945) и его жены Лилиан Мэри. В 1908 году поступил в королевскую военную академию в Вулвиче. Из-за предполагавшейся войны с Германией двухлетний срок обучения в академии был сокращен до одного года и в 1909 Мартель был выпущен в инженерные войска. Проходил обучение в школе военной инженерии в Четеме и в железнодорожных мастерских в Дарлингтоне. Осенью 1911 назначен в 9-ю роту королевских инженеров.
Занимался боксом, в 1912 и 1912 был чемпионом по боксу не только армии, но и всех британских вооружённых сил.
С начала первой мировой воевал во Франции. Был произведен в капитаны (1915). Летом 1916 он был отозван в Англию и ему было поручено построить полосу препятствий, представляющую собой копию участка фронта, для испытания и обучения экипажей разрабатываемых танков. В октябре 1916, вскоре после первого применения танков в битве на Сомме Мартель получил назначение в штабе зарождающихся танковых войск, где работал под началом Джона Фуллера. В мае 1917 Мартель был произведен в майоры.
После окончания первой мировой Мартель вернулся к службе в инженерных войсках, не оставляя, однако, интереса к танкам. Разрабатывал первые танки-мостоукладчики.
29 июля 1922 женился на Мод Маккензи, которая родила ему двоих детей. В 1921—1922 проходил обучение в штабном колледже. В 1923—1926 — в военном министерстве. В 1925 построил прототип лёгкого одноместного танка для одного человека.
В 1926 году Мартель был назначен командиром инженерной роты, которую он должен был полностью механизировать, в качестве эксперимента.
В 1929 отправлен в Индию, где служил в Бенгальских сапёрах. В 1930—1934 годах — преподаватель в штабном колледже в Кветте. В октябре 1936 произведен в полковники.
В 1936—1938 — в военном министерстве, младший директор по механизации. В 1936 присутствовал на больших учениях в Белорусском военном округе СССР. В феврале 1939 произведен в генерал-майоры.
С января 1940 во Франции командовал 50-й моторизованной дивизией. В мае 1940 руководил английским контрударом под Аррасом. В декабре 1940 был назначен командующим Королевским бронетанковым корпусом.
В 1943 — феврале 1944 — начальник британской военной миссии в Москве, сменив на этом посту адмирала Джеффри Майлса. В начале мая 1943 года передал срочное письмо представителю советского Наркомата обороны, в котором сообщал оперативные данные, полученные англичанами о подготовке немецким командованием наступления в районе Курской дуги. 12 апреля 1943 года был на приёме у Сталина.
Вскоре после возвращения в Англию был ранен (потерял глаз) во время авианалёта.
В 1945 баллотировался в парламент от консервативной партии, но проиграл выборы.
Умер в 1958 году.

## Сочинения
- In the Wake of the Tank. 1931.
  - Русский перевод: Первые 15 лет механизации британской армии. Пер. с англ. Под ред. И. Р. Карачана. М., Гос. воен. изд., 1931. 167 стр. с илл.
- Our Armoured Forces. 1945.
- The Russian outlook. 1947.
- G. Martel. An outspoken soldier: his views and memoirs. 1949.

## Награды
- Военный крест (1915).
- DSO (1916).
- CB (1940).
- KBE (1943).
- KCB (1944).